# University of Reading
University of Reading – brytyjska uczelnia publiczna zlokalizowana w mieście Reading (hrabstwo Berkshire). Została założona w 1892 roku.
Ed Hawkins, profesor Uniwersytetu w Reading jest pomysłodawcą akcji ShowYourStripes, w ramach której media, naukowcy i aktywiści z całego świata używają wizualizacji znanych jako „klimatyczne paski” (climate stripes). Celem jest zwrócenie uwagi na problem zmiany klimatu. 

Pasek klimatyczny świata dla lat 1850-

## Absolwenci
- Julian Barratt,
- Jamie Cullum,
- Arthur Brown,
- Vincent Connare.